# Aristolochia helix
Aristolochia helix är en piprankeväxtart som beskrevs av L. Phuphathanaphong. Aristolochia helix ingår i släktet piprankor, och familjen piprankeväxter. Inga underarter finns listade i Catalogue of Life.